# Bernd Gäbler
Bernd Gäbler (* 18. April 1953 in Velbert) ist ein deutscher Medienwissenschaftler, Journalist und ehemaliger Geschäftsführer des Adolf-Grimme-Instituts.

## Leben
Gäbler studierte Geschichte und Germanistik in Marburg. Anfang der 1980er Jahre war Bernd Gäbler Bundesvorsitzender des Marxistischen Studentenbundes Spartakus, der Deutschen Kommunistischen Partei (DKP). Nach einem Abschluss als Historiker war er als Journalist für verschiedene Medien tätig. 
Zu Beginn der 1990er Jahre war er beim Hessischen Rundfunk an dem Magazin Dienstag und dem Talk Drei-zwei-eins beteiligt und bis 1997 beim WDR (u. a. ZAK) tätig. Später arbeitete er unter anderem für VOX (Sports-TV), Sat.1 bei Schreinemakers live und bei RTL für Stern TV. Von 1997 bis 2001 war Gäbler Ressortleiter Medien bei der Zeitung Die Woche. Für den Internetauftritt des Stern hat Gäbler wöchentlich eine Medienkolumne geschrieben.
Von August 2001 bis Ende 2005 war Gäbler  Geschäftsführer des Adolf-Grimme-Instituts. Von 2011 bis 2025 lehrte Gäbler als Professor für Journalismus an der FHM Bielefeld.
Gäbler ist Mitglied der Deutschen Akademie für Fußballkultur und seit 2006 ununterbrochen in der Jury zur Auszeichnung „Fußballbuch des Jahres“ im Rahmen des Deutschen Fußball-Kulturpreis.

## Schriften (Auswahl)
- Beate Landefeld; Franz Sommerfeld, Hrsg.; Bernd Gäbler, Mitarbeiter: Sackgassen und Irrwege : "links"opportunistische Strömungen in der Studentenbewegung. Weltkreis-Verlag, Dortmund 1979, ISBN 3881421920
- Bernd Gäbler; Helmut Haller: Das Anti-RCDS-Buch.  Weltkreis-Verlag, Dortmund 1981, ISBN 9783881422666
- „... und unseren täglichen Talk gib uns heute!“ – Inszenierungsstrategien, redaktionelle Dramaturgien und Rolle der TV-Polit-Talkshows. Eine Studie der Otto-Brenner-Stiftung, Frankfurt/Main, 2011. Otto-Brenner-Stiftung: OBS-Arbeitsheft; 68
- Bohlst du noch oder klumst du schon? – Der Siegeszug des Banalen und wie man ihn durchschauen kann, Gütersloher Verlagshaus, 2013, ISBN 9783579066226